# Xoybûn

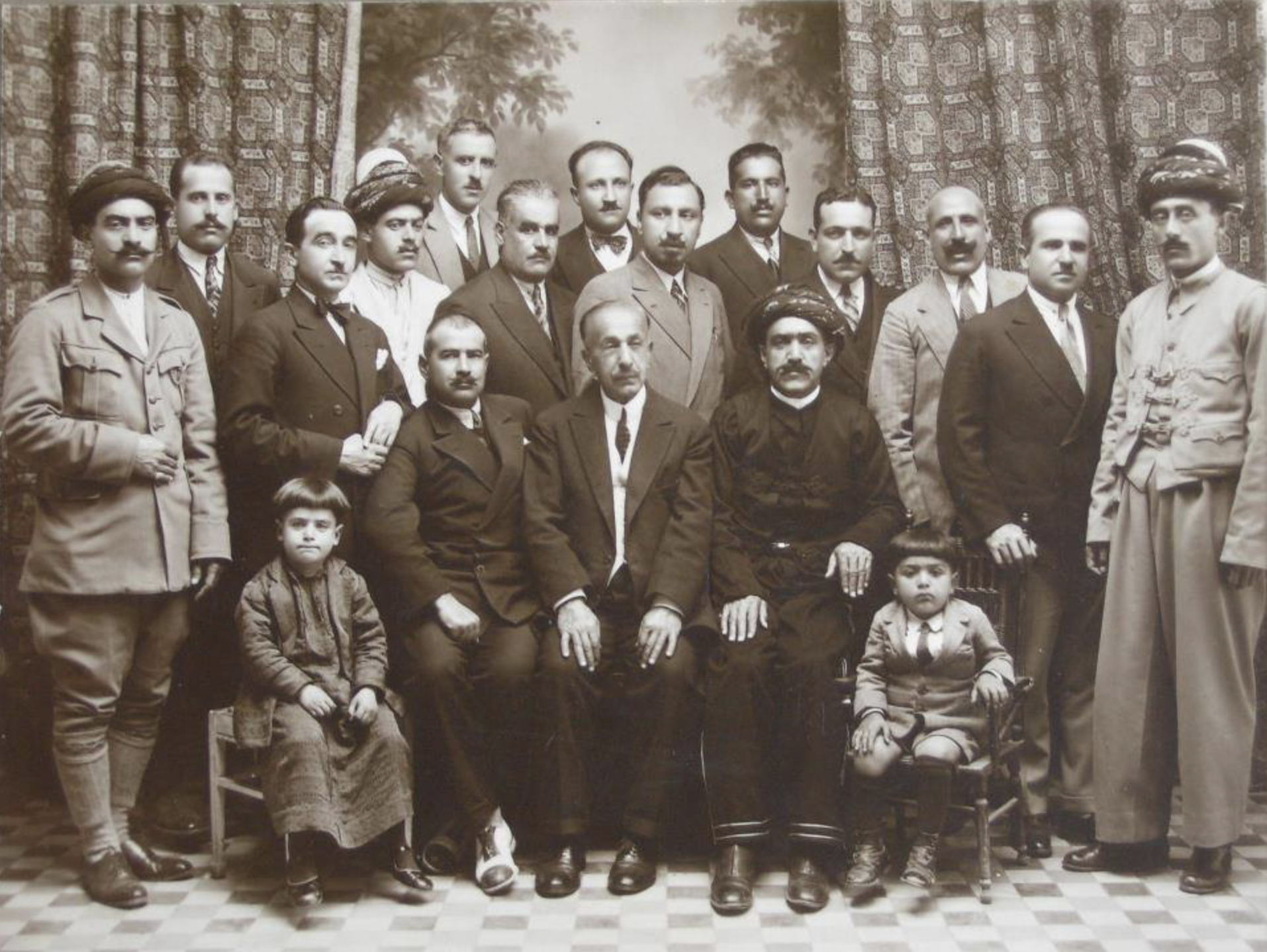
Congresso dello Xoybun in Libano nel 1927

Lo Xoybûn o Khoyboun (in curdo Xoybûn, خۆیبوون‎) fu un'organizzazione nazionalista curda nota per aver guidato la ribellione dell'Ararat, comandata da Ihsan Nuri. Anche molti armeni si unirono al movimento.

## Istituzione
Il 5 ottobre 1927, a Bhamdoun, nel Grande Libano, durante un congresso di diversi notabili curdi, venne fondato lo Xoybûn dai membri dell'Associazione per lo sviluppo del Kurdistan, dell'Azadî (Kürdistan Teali Cemiyeti), del Kürt Teşkilat-ı İçtimaiye Cemiyeti e del Kürt Millet Fırkası. Tra i membri di spicco del congresso ci furono Kamuran Bedir Khan, Celadet Bedir Khan, Memduh Selim, Mehdi Saïd (fratello dello sceicco Said) e Haco Agha. Nello stesso mese lo Xoybûn ottenne un trattato con la Federazione Rivoluzione Armena (ARF/Dashnaktsutyun). Il trattato fu negoziato a Beirut il 29 ottobre da Vahan Papazian per l'ARF e da Celadet Bedir Khan, Mehmet Şükru Sekban, Ali Riza (figlio dello sceicco Said e altri dalla parte dello Xoybun. Lo Xoybûn aveva due sezioni separate, una armata e e una politica. Il braccio armato era guidato da Ihsan Nuri, un soldato ottomano. L'ala politica aveva sede a Damasco, rappresentata in diversi paesi occidentali e principalmente da membri della famiglia Bedirxan. Lo Xoybûn si presentava come un'organizzazione progressista ma pragmatica, che aveva come obiettivo un'indipendenza e che voleva imparare dalle precedenti decisioni che portarono al fallimento della ribellione dello sceicco Said.
Celadet Alî Bedirxan che fu eletto presidente così come Süleymniyeli Kerim Rüstem Bey, Memduh Selim, Mehmet Şükrü Sekban, Haco Agha, Ramanlı Emin, Ali Rıza, Bozan bey Shahin e Mustafa bey Şahin vennero tutti eletti come membri del primo comitato centrale dello Xoybûn. Lo Xoybûn può essere visto come un contrappeso all'organizzazione curda del SAK guidata da Seyyit Abdul Kadir, che favoriva per i curdi l'autonomia invece dell'indipendenza. La Turchia si oppose severamente alle attività per l'indipendenza curda e ciò portò alla chiusura delle attività dei suoi membri ad Aleppo nel 1928.

## Rivolta dell'Ararat
Sotto la guida di Celadet Alî Bedirxan, Kamuran Alî Bedirxan, Ekrem Cemilpaşa, Memdûh Selîm e altri, lo Xoybûn decise di promuovere Ihsan Nuri, un ex ufficiale degli eserciti ottomano e turco, a generale (pasha) e lo mandò a Erzurum con 20 compagni. Pubblicò un giornale chiamato Agirî. La Repubblica di Ararat dichiarò la propria indipendenza l'8 ottobre 1927.
Il comitato centrale dello Xoybûn nominò Ibrahim Heski, che era uno dei capi della tribù Jalali, al governatorato della provincia di Agirî e Ihsan Nuri Pasha alla carica di comandante generale delle forze armate curde. Lo Xoybûn fece anche appello alle Grandi Potenze e alla Società delle Nazioni, ma sotto la pressione della Turchia l'Impero britannico e la Francia limitarono le attività di coloro che erano coinvolti nello Xoybûn. La Turchia accusò più volte i curdi e i ribelli armeni di aver invaso la Turchia con l'obiettivo di assassinare Mustafa Kemal. La ribellione dell'Ararat fu successivamente repressa dalle forze turche nel 1931.